# Köngen
Köngen est une commune de Bade-Wurtemberg (Allemagne), située dans l'arrondissement d'Esslingen, dans la région de Stuttgart, dans le district de Stuttgart.
On y trouve une des extrémités de la fortification frontalière romaine Lautertal-Limes.